# Älvdals tingslag, Dalarna
Älvdals tingslag var ett tingslag i Dalarna i Kopparbergs län. Mellan 1843 och 1861 benämndes tingslaget Älvdalen och Särna tingslag
Tingslaget bildade 1805 från den då upplösta Orsa och Älvdalens tingslag och utökades 1843 med Särna och Idre socknar från den då upplösta Mora, Sollerö, Venjan och Särna tingslag. Särna och Idre socknar utbröts 1862 till Särna tingslag och tingslaget upphörde 1948 då verksamheten överfördes till Älvdals, Särna och Idre tingslag. 
Tingslaget hörde före 1876 till Österdalarnas domsaga och från 1876 till Ovansiljans domsaga.

## Socknar
Tingslaget omfattade följande socknar:  
- Älvdalens socken
- Särna socken mellan 1843 och 1861
- Idre socken mellan 1843 och 1861